# Vintila de Punxín
Vintila de Punxín (Galícia?, s. IX - Punxín, Ourense, 890) fou un monjo anacoreta prop d'Ourense. És venerat com a sant per l'Església catòlica.

## Biografia
Només se'n coneix l'epitafi que es conservava fins al segle xvi a una ermita vora de Santa Maria de Punxín, lloc proper a Ourense, que deia:
| « | Hic requiescat famulus Dei Vintila... | » |

"Aquí descansa el servent de Déu Vintila, que morí el 23 de desembre de l'any 890".
A partir de la dada, se'n va fer una biografia imaginària que va esdevenir popular, tot i no tenir fonament històric.

## Llegenda
Vintila havia nascut a Espanya, en una família benestant que el va fer estudiar. Atret per la vida religiosa, va deixar la seva família i ingressà en un monestir. Volent més rigor i solitud, es va retirar a fer vida eremítica. La seva fama de santedat fa que molta gent s'apropi fins on és per demanar-li consell o miracles.
En morir, el seu cos fou posat en un carro de dos bous famolencs, un de Freás i un altre de Punxín: van deixar-los anar lliurement acordant que el lloc on s'aturés seria el de l'enterrament de l'eremita; els bous s'aturaren al lloc on avui hi ha Santa María de Punxín.
A l'interior del temple, del segle xii, hi ha un sarcòfag visigòtic de pedra, amb la inscripció "Hic requiescit famulus dei Wintila qui oblit X kalendas ianuarias era DCCCCXVIII" i una creu grega en relleu.